# Pigeocaulinus sumatranus
Pigeocaulinus sumatranus là một loài bọ cánh cứng trong họ Tenebrionidae. Loài này được Kaszab miêu tả khoa học năm 1984.